# Mímameiðr
En la Mitología nórdica, Mímameiðr (del nórdico antiguo El árbol de Mímir) es un árbol cuyas ramas se extienden por toda tierra conocida, inmune a daños por fuego o metal, lleva el fruto que ayuda a mujeres preñadas, y en lo más alto, sobre la copa se encuentra el gallo Víðópnir.
Mímameiðr solo se menciona en el poema de la Edda poética, Fjölsvinnsmál. Debido al paralelismo entre ambos árboles, los investigadores teorizan que Mímameiðr puede ser otro nombre para el árbol del mundo Yggdrasil, y también el tronco donde se profetizó que Líf y Lífthrasir encontrarían refugio durante los acontecimientos de Ragnarök.

## Fjölsvinnsmál
Mímameiðr se menciona en estrofas del poema de la Edda poética, Fjölsvinnsmál, donde se describe un árbol de amplio ramaje y que cubre toda tierra conocida; ofrece fruto abundante, y en cuya copa se encuentra el gallo Víðópnir. La primera mención aparece durante la conversación Svipdagr que pregunta a Fjölsviðr cual es el nombre del árbol cuyas ramas cubre todas las tierras conocidas. Fjolsvith responde:
| Traducción de Benjamin Thorpe: Mimameidir se llama; pero pocos hombres conocen dónde nacen sus raíces: y muchos menos saben cómo, por eso caerá. No hay fuego y tampoco hierro que le puedan dañar. | Traducción de Henry Adams Bellows: "Mimameith es su nombre, y no hay hombre que conozca que raíces bajo él crecen; Y muchos menos adivinarán como caerá. No hay fuego y tampoco hierro que lo puedan tumbar." |  |

Esta estrofa sigue a otra donde Svipdagr pregunta a Fjölsviðr que es lo que crece de una semilla del árbol. Fjölsviðr contesta que la fruta sale del árbol:
| Traducción de Benjamin Thorpe: "Su fruta será puesta por el fuego, de las mujeres que trabajan; entonces pasará lo que permanece: por eso es el creador de la Humanidad." | Traducción de Henry Adams Bellows: "Mujeres, enfermas con niños que buscarán llevar su fruto a las llamas; Entonces vendrá lo que dentro le fue escondido Y todo ello es poderoso con los hombres." |  |

En las notas a su traducción de esta estrofa, bellows comenta que la estrofa debe ser entendida como una explicación que, cuando se cocina, el fruto de Mímameiðr—que él identifica como Yggdrasil— asegurará nacimientos sanos y salvos. 
Una tercera mención sucede cuando Svipdagr le dice a Fjölsviðr para decirle cual es el nombre del brillante y dorado gallo que está sentado en "la rama más alta", Fjölsviðr accede, revelando que el gallo se llama Víðópnir:
| Traducción de Benjamin Thorpe: "Víðópnir se llama; permanece en el cielo claro, en las ramas del árbol de Mima: solo trae aflicción, indisoluble y juntos, el pájaro y su único alimento." | Traducción de Henry Adams Bellows: "Víðópnir es su nombre, y brilla ahora Como relámpagos en las ramas de Mimameith; Y grande es el problema que con el cual (el gallo) se apena Ambos Surt y Sinmore." |  |